# Dorylaimopsis magellanense
Dorylaimopsis magellanense is een rondwormensoort uit de familie van de Comesomatidae. De wetenschappelijke naam van de soort is voor het eerst geldig gepubliceerd in 1998 door Chen & Vincx.